# Aplahoué
Aplahoué es una comuna beninesa perteneciente al departamento de Kouffo.
En 2013 tenía 171 109 habitantes, de los cuales 26 340 vivían en el arrondissement de Aplahoué.
Se ubica en el oeste del departamento y su territorio es fronterizo con Togo.

## Subdivisiones
Comprende los siguientes arrondissements:
- Aplahoué
- Atomè
- Azovè
- Dekpo
- Godohou
- Kissamey
- Lonkly